# Yasmine Posio
Linda Yasmine Posio, tidigare Posio Nilsson, född 2 augusti 1974 i Brämaregårdens församling i Göteborg, är en svensk politiker (vänsterpartist). Hon var ordinarie riksdagsledamot 2017–2022, invald för Göteborgs kommuns valkrets.

## Biografi
Posio har arbetat som stödassistent på en bostad med särskild service. Hon är utbildad lärare och arbetade som det i sju år fram till 2013. Posio bor i Länsmansgården. År 2006 blev hon ersättare i kommunfullmäktige i Göteborg och efter valet 2014 utsågs hon till ordinarie ledamot.
Posio kandiderade i riksdagsvalet 2014 och blev ersättare. Hon utsågs till ny ordinarie riksdagsledamot från och med 7 juni 2017 sedan Hans Linde avsagt sig uppdraget. Hon blev sedan vald till ledamot för en hel mandatperiod i riksdagsvalet 2018. I riksdagsvalet 2022 kandiderade hon inte för omval.